# Eupogonius brevifasciata
Eupogonius brevifasciata là một loài bọ cánh cứng trong họ Cerambycidae.